# Rogers Centre
Rogers Centre (tidligere kendt som SkyDome) er et baseballstadion i Toronto i Ontario i Canada, der er hjemmebane for MLB-klubben Toronto Blue Jays. Det har plads til 49.539 tilskuere og blev indviet 6. april 2001. Stadionet har som Parken i København et tag, der kan trækkes over banen i tilfælde af regn.
Rogers Centre er placeret klos op ad Torontos vartegn: det 553 meter høje CN Tower.